# Selma Bacha
Selma Bacha (født 9. november 2000) er en kvindelig fransk fodboldspiller, der spiller fosvar for Olympique Lyonnais Féminin i Division 1 Féminine og Frankrigs kvindefodboldlandshold.
Bacha begyndte at spille klubfodbold som barn i Lyon-forstadsklubben FC Gerland. I 2009 skiftede hun som 8-årig til ungdomsafdelingen i Olympique Lyonnais Féminin, inditl hun i oktober 2017 fik debut for klubbens seniorførstehold mod ASJ Soyaux som 16-årig.
Hun fik sin officielle debut på det franske landshold i november 2021, hvorefter hun fire dage efter sin debutkamp scorede sit første landsholdsmål. Hun blev også udtaget til landstræner Corinne Diacres officielle trup mod EM i fodbold for kvinder 2022 i England.

## Landsholdsstatistik
| Nr. | Dato              | Spillested                             | Modstander | Score | Resultat | Turnering             |
| --- | ----------------- | -------------------------------------- | ---------- | ----- | -------- | --------------------- |
| 1   | 30. november 2021 | Stade de Roudourou, Guingamp, Frankrig | Wales      | 2–0   | 2–0      | VM-kvalifikation 2023 |